# 334 (роман)
334 — науково-фантастичний роман-антиутопія американського письменника Томаса Діша 1972 року. Події відбуваються в Нью-Йорку в 2025 році, зображуючи майбутнє, позначене обмеженим технологічним прогресом, перенаселенням і різким класовим поділом. Назва вказує на адресу житлового будинку, де проживає більшість персонажів, 334 Східна 11-а вулиця, а також на 334 рік нашої ери в історичному контексті занепаду Римської імперії; проводяться численні порівняння між занепадом Риму та майбутнім Сполучених Штатів.
Пилозахисну обкладинку для першого видання створив Майкл Гастед.

## Короткий зміст сюжету
Майбутнє в «334» принесло мало технологічних досягнень, за винятком нових медичних методів і рекреаційних наркотиків. Не було драматичних катастроф, але перенаселення призвело до дефіциту житла та інших ресурсів; відповіддю є програма обов'язкового контролю народжуваності та євгеніка. Соціальна держава забезпечує базові потреби через всеохоплюючу установу під назвою MODICUM, але існує крайній класовий поділ між одержувачами соціальної допомоги та професіоналами.
Роман складається з п'яти незалежних новел (раніше видаваних окремо) зі спільним місцем дії, але різними героями, а також більшого підроману під назвою «334», у багатьох коротких розділах якого простежуються члени однієї родини вперед і назад у часі. Розділи такі:
- «Смерть Сократа»: старшокласник дізнається, що через низькі результати на регентських іспитах та історію здоров'я його батька йому назавжди заборонено мати дітей; він шукає способи отримати додатковий кредит.
- «Тіла»: Носильники в лікарні Белв'ю під місячним світлом як викрадачі тіл, які обслуговують бордель некрофілів. Їхнє завдання ускладнюється бажанням деяких пацієнтів кріоконсервуватися для кращого майбутнього.
- «Повсякденне життя в пізній Римській імперії»: привілейована державна службовиця, намагаючись вирішити, куди відправити свого сина до школи, веде паралельне існування в рольовій грі з підтримкою галюциногенів, дія якої відбувається в 334 році.
- «Емансипація: Роман майбутніх часів»: молоді чоловік і жінка-професіоналка стикаються з подружніми конфліктами та батьківством з кількома поворотами, унікальними для 2020-х років.
- «Ангулем»: Група високоосвічених дітей препубертатного віку вирішує вчинити безпричинне вбивство в Беттері-Парку.
- «334»: Віньєтки родини Генсон з 2021 по 2025 рік.

## Персонажі
- Місіс Генсон: Літня вдова, яка живе на 334 році. Мати Лотті, Шрімп та Боза.
- Лотті Генсон: безробітна мати-одиначка, якій 334 роки.
- Шрімп Генсон: Вважається генетично бажаною через свій незвичайний інтелект, тому має безкоштовний дозвіл від уряду на народження дітей, хоча насправді її мотивує фетиш щодо штучного запліднення.
- Боз Генсон: безробітний, колишній житель 334, зумів виїхати, одружившись з Міллі.
- Міллі Голт: професійна сексуальна демонстраторка середніх шкіл. Була дівчиною Берді, тепер одружена з Бозом.
- Еб Голт: Керує моргом у лікарні Белв'ю. Батько Міллі.
- Бірді Ладд: старшокласник, який живе як тимчасовий працівник на сходовій клітці 334.
- Френсіс Шаап: повія, яка живе в 334 роки. Як і багато людей у 2020-х роках, у неї хвороба — червоний вовчак .
- Алекса Міллер: адміністраторка MODICUM, відповідальна за Генсонів.
- Танкред Міллер: син Алекси.
- Ампаро Мартінес: донька Лотті.
- Білл Гарпер, він же Маленький Містер Поцілункові Губки: син керівника телебачення, однокласник Танкреда та Ампаро.

## Критика
"334 "був обраний Девідом Прінґлом як один із 100 найкращих науково-фантастичних романів, написаних після Другої світової війни.
« Американський берег» Семюела Ділейні (1978) — це критичне есе про повість «Ангулем»; Ділейні стверджує, що незважаючи на відсутність будь-яких наукових тем в «Ангулемі», його уявне місце дії робить його за своєю суттю науковою фантастикою.
Роман був номінований на премію Неб'юла 1974 року. Раніше повість «334» отримала премію Locus Poll Award у 1973 році.

## Деталі випуску
- Оригінальна публікація новел:
  - «Смерть Сократа»: як «Проблеми творчості», в журналі Fantasy & Science Fiction, квітень 1967
  - «Тіла»: в Quark/ № 4, 1971
  - «Повсякденне життя в пізнішій Римській імперії»: у Bad Moon Rising, 1973
  - «Емансипація»: у New Dimensions № 1, 1971
  - «Ангулем»: в New Worlds, 1971
  - «334»: у New Worlds, 1972
- 1972, Велика Британія, MacGibbon & Kee,ISBN 0-261-63283-3, тверда обкладинка
- 1974, США, Avon Books, м'яка обкладинка
- 1974, Велика Британія, Sphere, м'яка обкладинка
- 1976, США, Gregg Press, тверда палітурка
- 1981, Австралія, Magnum, м'яка обкладинка
- 1987, США, Carroll & Graf, м'яка обкладинка
- 1999, США, Vintage Books/Random House,ISBN 0-375-70544-9, торгова м'яка обкладинка